# Clementines de les Terres de l'Ebre

Logotip IGP Clementines de les Terres de l'Ebre

Les Clementines de les Terres de l'Ebre són unes clementines conreades a les comarques del Baix Ebre i el Montsià reconegudes amb una Indicació geogràfica protegida per la seva elevada qualitat des del 2003. Les clementines són un híbrid entre la mandarina comuna i la taronja amarga que resulta més saborosa i dolça. Les clementines de les Terres de l'Ebre es produeixen amb el sistema d'agricultura de producció integrada.
Les condicions climàtiques del tram final de l'Ebre el fan ideal per al conreu de cítrics. Són un fruit amb la pell d'un color taronja molt marcat que es caracteritza per tenir més elasticitat, menys gruix d'escorça i una duresa pròpia que la resta de clementines. Amb un bon sabor, sucós i d'una dolçor per sobre de l'habitual.
La indicació geogràfica protegida Clementines de les Terres de l'Ebre es va inscriure al Registre Comunitari el 22 de setembre de 2003.

## Història
La clementina es va introduir a les Terres de l'Ebre a la segona meitat del segle xix i començament del XX a través de les petites explotacions de cítrics desenvolupades després de la construcció dels canals de reg. A la dècada dels 1960 el conreu de cítrics va experimentar un creixement notable a causa de l'expansió del regadiu i la conversió dels camps als conreus llenyosos. La producció es concentrà a la zona d'Alcanar i a partir dels anys 1970 es va estendre al Montsià i el Baix Ebre, època en la qual els productors es van unir en societats o cooperatives locals per comercialitzar directament sense dependre dels agents procedents de València.

## Característiques
Les clementines de la IGP Clementines de les Terres de l'Ebre pertanyen a l'espècie Citrus reticulata. S'utilitzen tres de les varietats: Clementina fina, Clemenules i Hernandina. Les tres comparteixen algunes característiques com ara el període de maduració llarg dels fruits a l'arbre provocant un alt índex de maduresa, una gran qualitat gustativa, un percentatge de suc superior, i finalment una coloració taronja intensa a la polpa i la pell. Les condicions edafoclimàtiques de les Terres de l'Ebre fan que les clementines tinguin un sabor i una aroma característics. Els hiverns més rigorosos que els d'altres zones productores, una més gran oscil·lació tèrmica entre el dia i la nit i l'aposta per varietats poc primerenques propicien un fruit més saborós, un més alt punt d'acidesa i una més gran consistència de la pell.
La producció de clementines de qualitat demana un acurat tractament dels arbres i és per això que s'empren sistemes integrats. Les principals tasques de conreu són la poda i la collita. La poda té lloc en els arbres adults després de la collita i consisteix a aclarir parcialment les branques. Pel que fa a la collita, s'efectua normalment en dues passades, de forma manual, en el moment en què els fruits presenten un índex de maduresa i un contingut de suc adequats. Comença amb la clemenules, a mitjan octubre, continua amb la clementina fina, cap a la meitat o final de novembre, i es completa a final de gener amb la clementina hernandina. Cal fer-la en absència de rosada o boira i amb alicates, evitant l'estirada, per prevenir el despreniment de la pell del fruit. Després de la collita, les clementines seleccionades són sotmeses a un procés de rentatge, encerat, calibrat i envasat.